# Przełęcz Ślemieńska
Przełęcz Ślemieńska (570 m n.p.m.) – przełęcz pomiędzy szczytami Bąków zwany też Czeretnikiem (766 m) a Groniem (ok. 610 m). Obydwa znajdują się w Paśmie Pewelskim, które w regionalizacji fizycznogeograficznej Polski według Jerzego Kondrackiego zaliczane jest do Beskidu Makowskiego, w nowszej regionalizacji z 2018 roku do Pasm Pewelsko-Krzeszowskich.
Rejon przełęczy jest bezleśny i zabudowany. Biegnie przez nią granica między miejscowością Pewel Ślemieńska (stok południowo-zachodni) i Gilowice (stok północno-wschodni). Przez przełęcz wiedzie natomiast lokalna droga, łącząca Ślemień z Pewlą Ślemieńską, oraz gminny szlak turystyczny z przełęczy na Bąków. Na przełęczy stoi kapliczka Najświętszej Maryi Panny Królowej Polski.

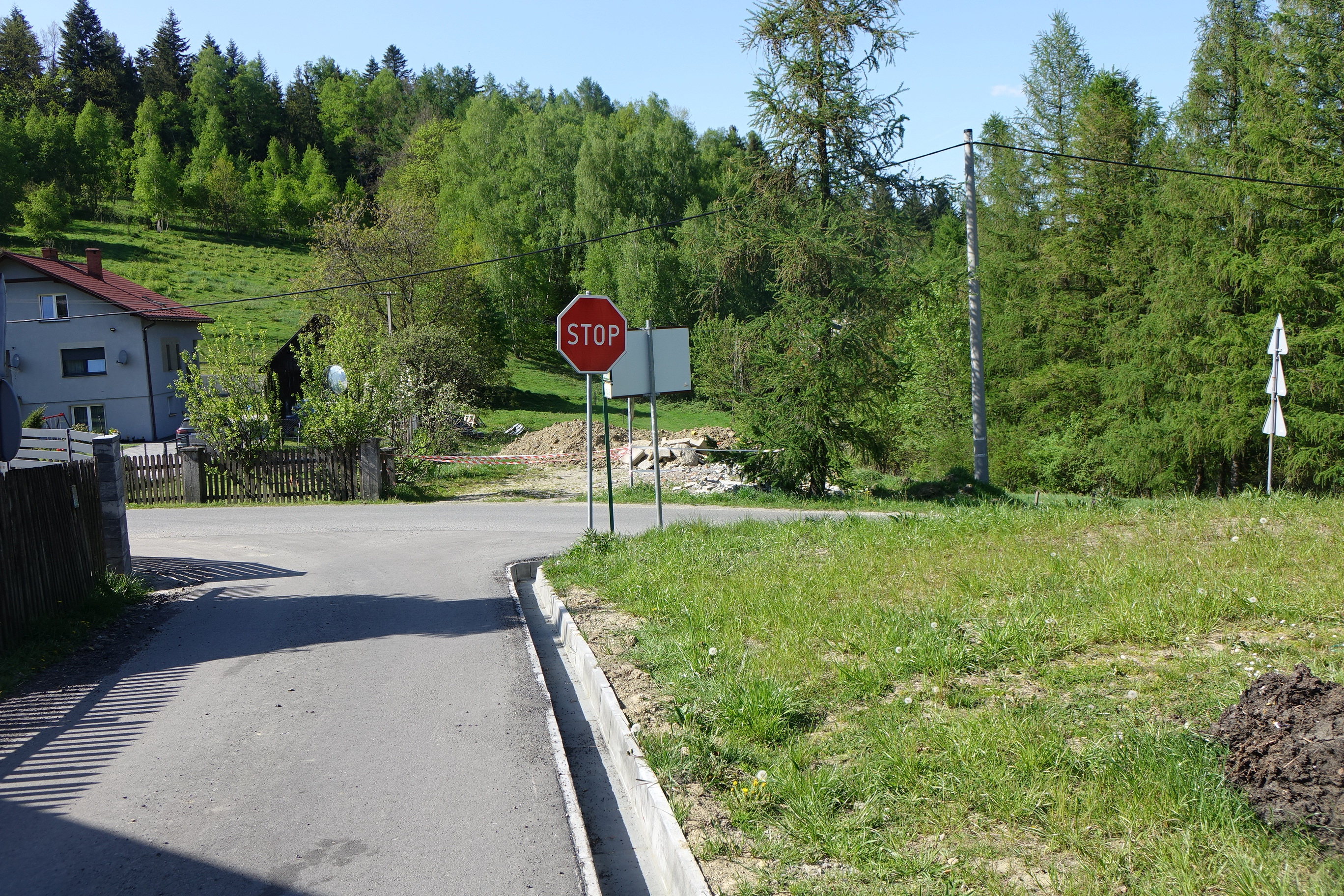
Przełęcz Ślemieńska
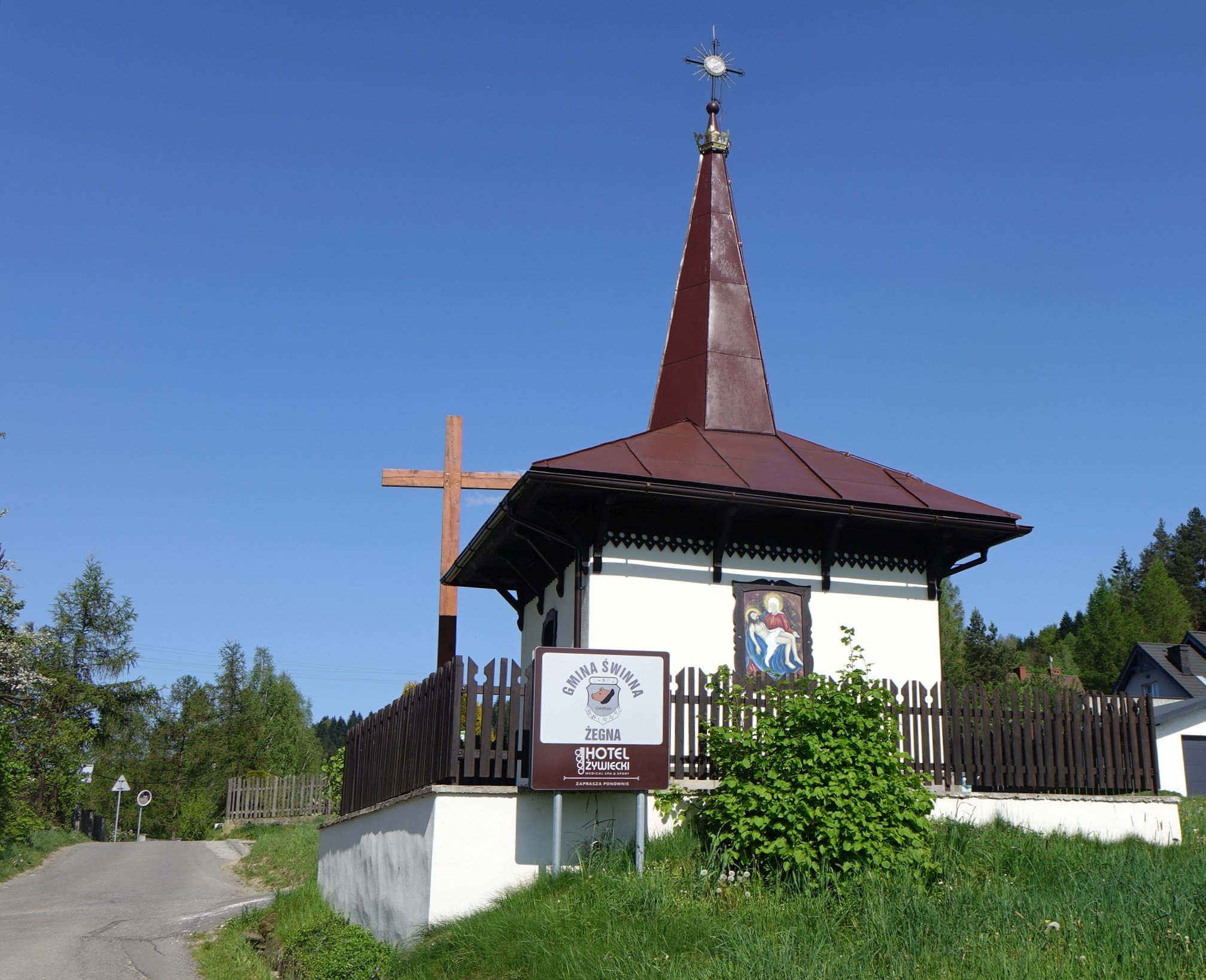
Kapliczka na przełęczy
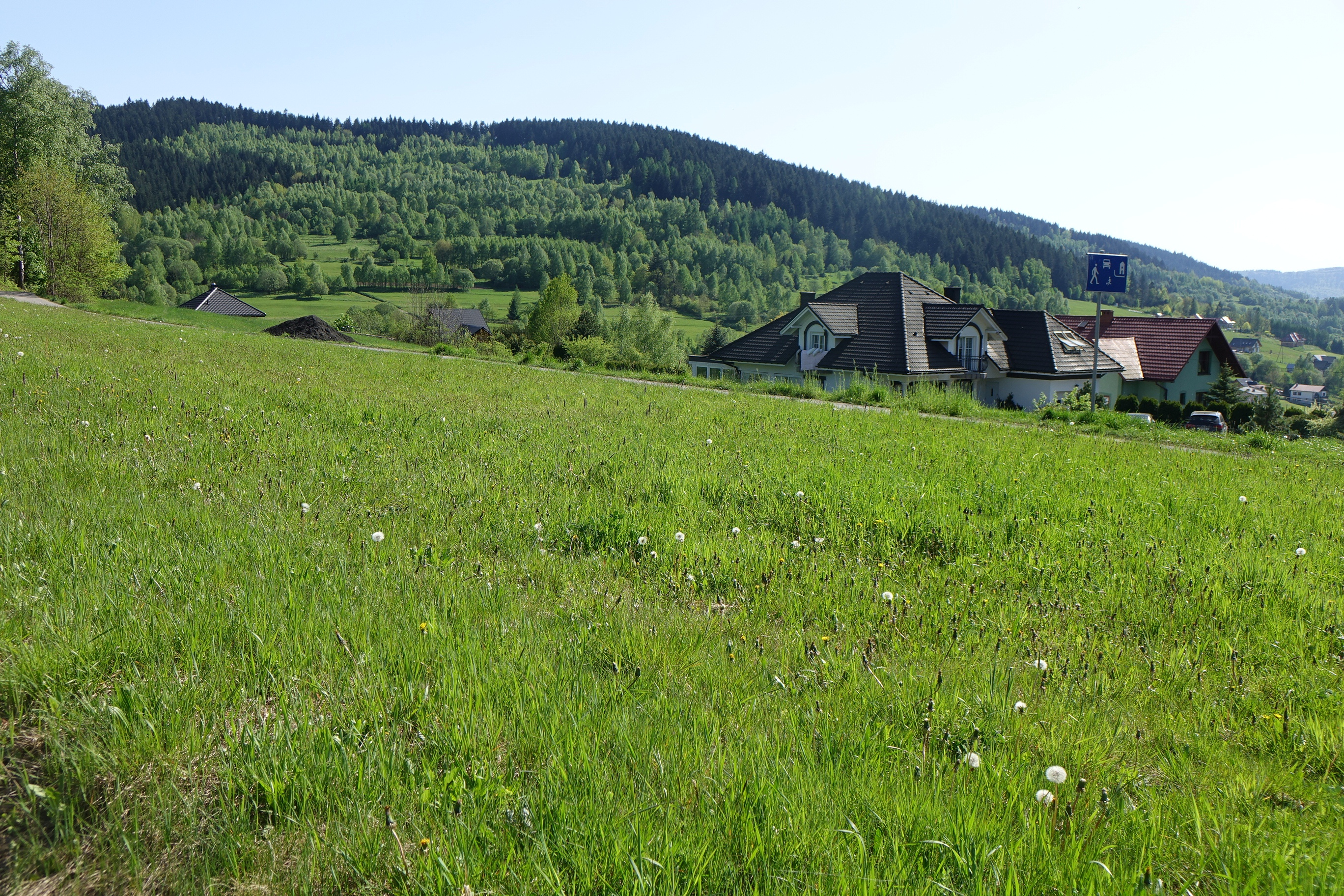
Jasna Górka i Gilowice